# Acalanes Ridge
Acalanes Ridge – miejscowość (census-designated place) w USA, w stanie Kalifornia, w hrabstwie Contra Costa. Według spisu ludności przeprowadzonego przez United States Census Bureau, w roku 2010 Acalanes Ridge miało 1137 mieszkańców. Miejscowość leży na wysokości 152 m n.p.m. i zajmuje powierzchnię 1,193 km².